# Квасениця ріжкувата
Квасениця ріжкувата, квасениця рожкова (Oxalis corniculata) — вид квіткових рослин родини квасеницеві (Oxalidaceae). Етимологія: лат. corniculum — «маленький ріг», лат. -atus — прикметниковий суфікс для іменників, який позначає присвійність або подобу чогось.

## Опис
Однорічна або багаторічна волохата трав'яниста рослина. Стебла від 10 до 40 сантиметрів у довжину, вони повзучі, іноді піднімаються, часто укорінюються у вузлах. Листя тристороннє і має зелений або червонувато-коричневий колір; ніжки 1–8(13) см; прилистки 1,5–2 мм; листочки серцеподібної форми, 3–18 × 4–23 мм. Квіти з'являються в невеликих псевдопарасольках по 2–3(6) квітки. Інтенсивно золотисто-жовті квіти відкриті тільки під прямими сонячними променями. Чашолистків 5, зеленуваті, яйцювато-ланцетні, 2–5 мм завдовжки. П'ять жовтих пелюсток у довжину від 4 до 10 мм. Більшість від 9 до 17 (від 4 до 25) мм у довжину, волохаті капсули містять, як правило, від 5 до 14 насіння. Капсули лопаються при дозріванні від щонайменшого дотику й насіння розповсюджується на кілька метрів. Від коричневого до коричнювато-червоного ребристе насіння розміром 1–1,5 × 0,8–1 мм. 2n=24 або 48.
Запилення здійснюється бджолами. Період цвітіння триває з травня по жовтень.

## Поширення
Цей вид є космополітичним в його розповсюдженні, а його місце походження невідоме, але вважається, що це рослина Старого Світу. Це теплолюбний, посухостійкий вид, чутливий до морозу.

## Використання
Вирощують в садах. Листя цілком їстівне. Вся рослина багата вітаміном C. Рослина безпечна для споживання в низьких дозах, але вживання у великих кількостях протягом значного відрізку часу може пригнічувати поглинання кальцію організмом.

## Галерея

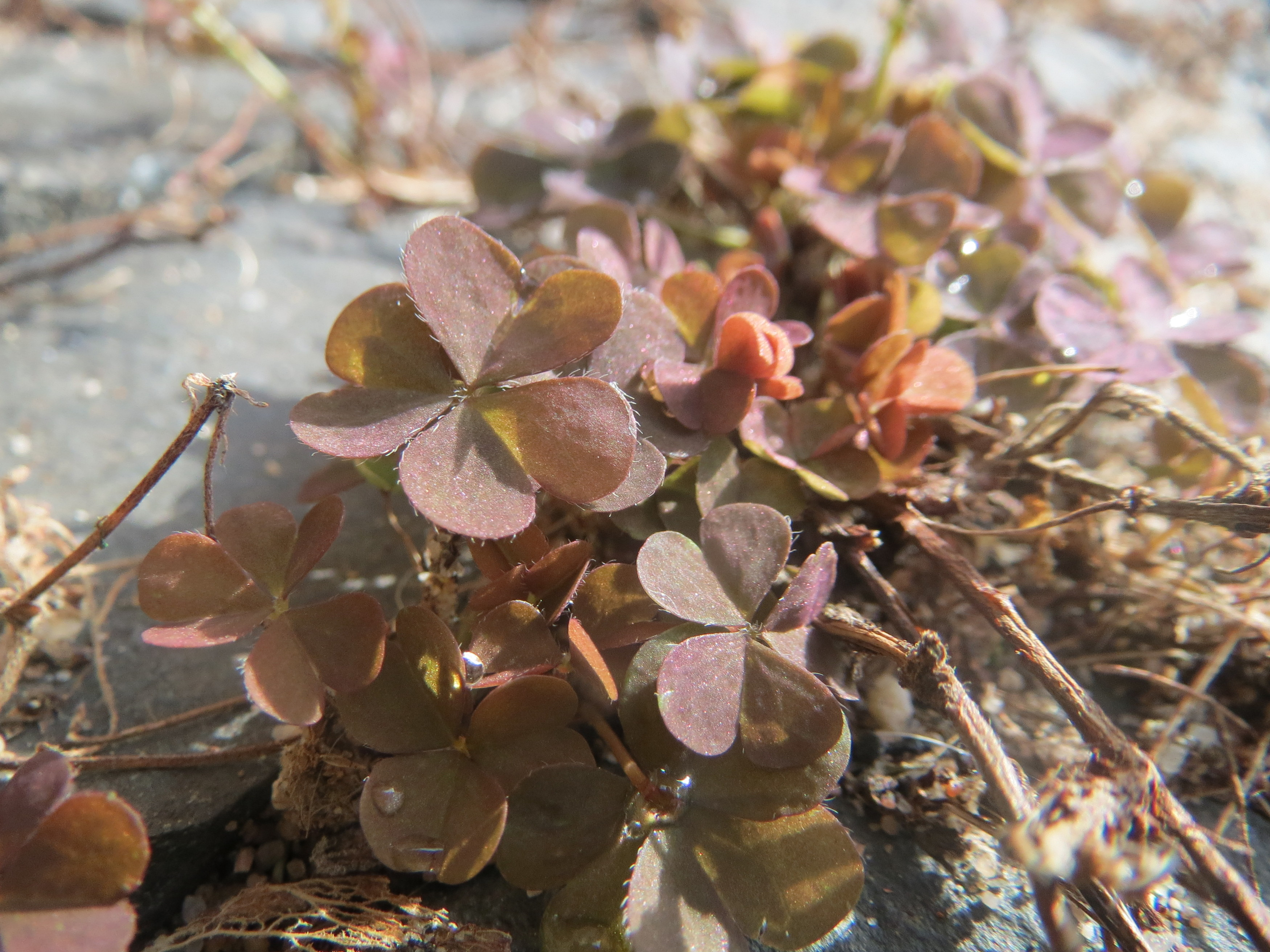
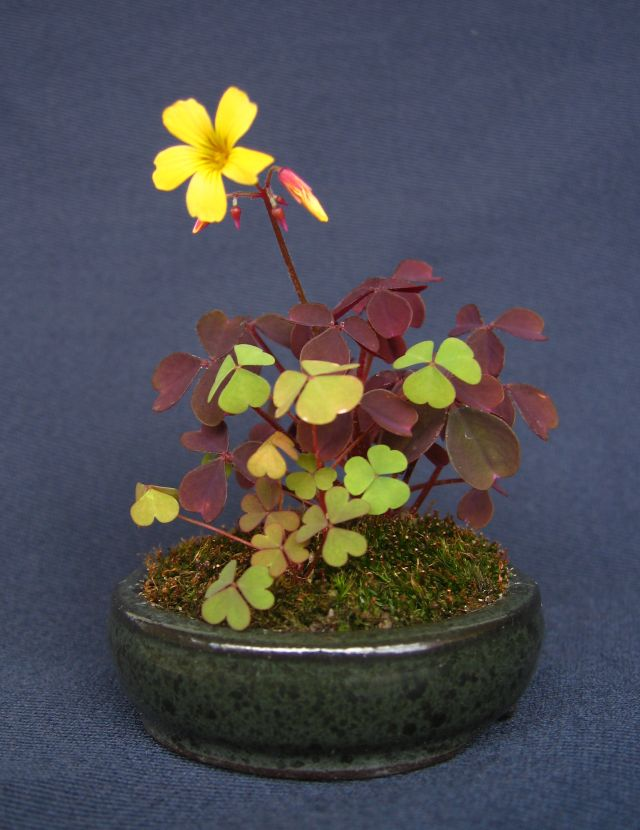
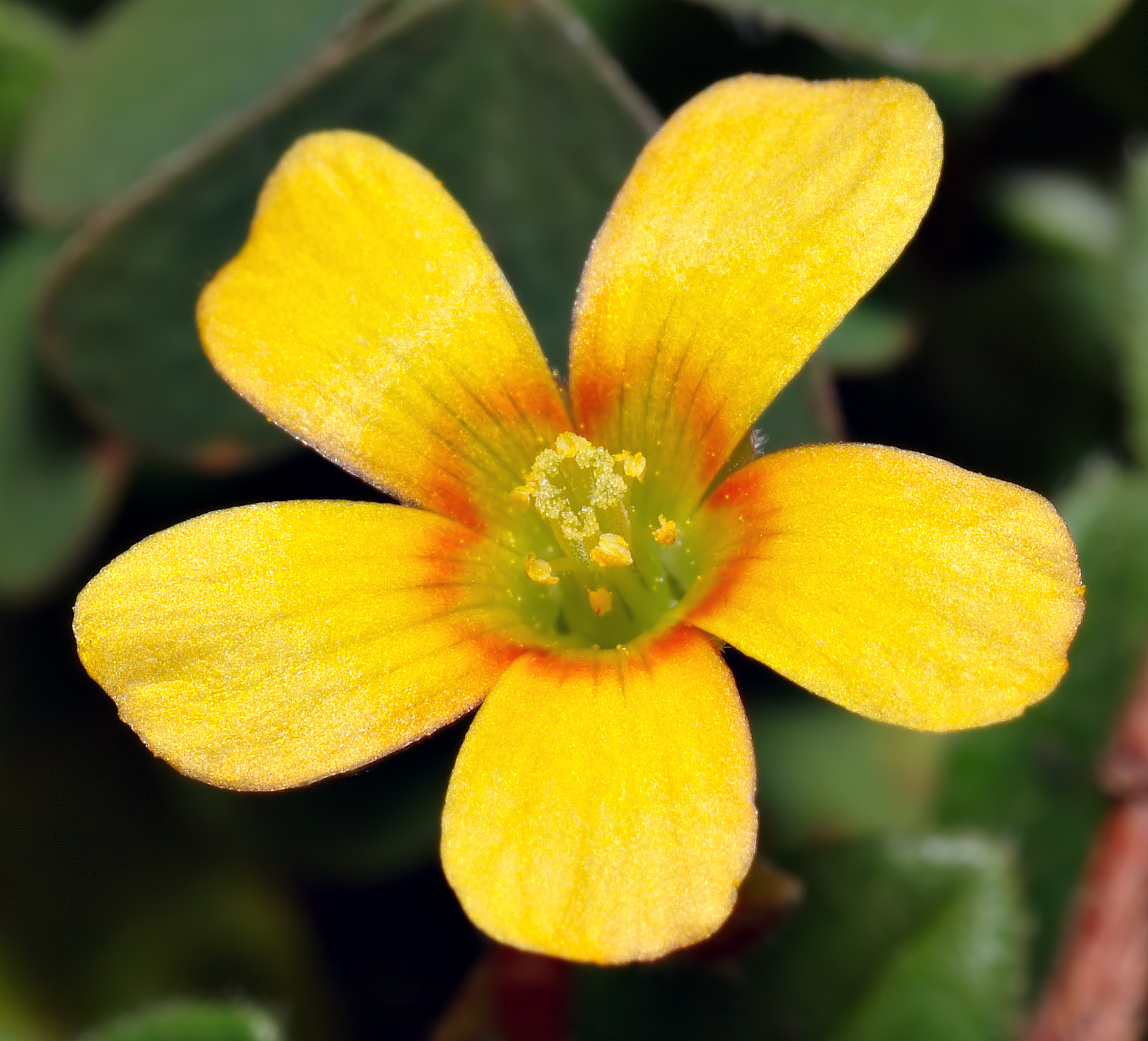
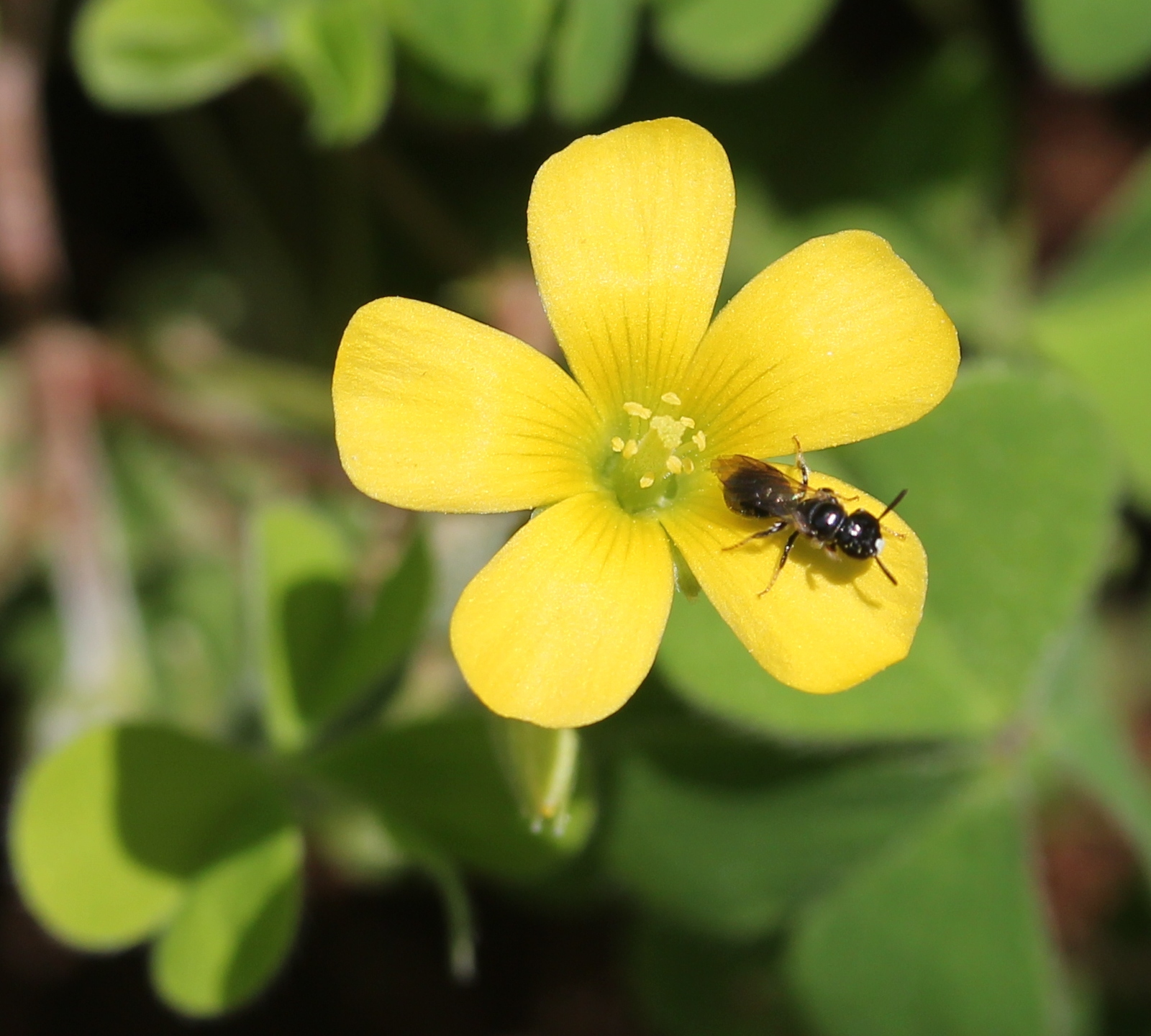
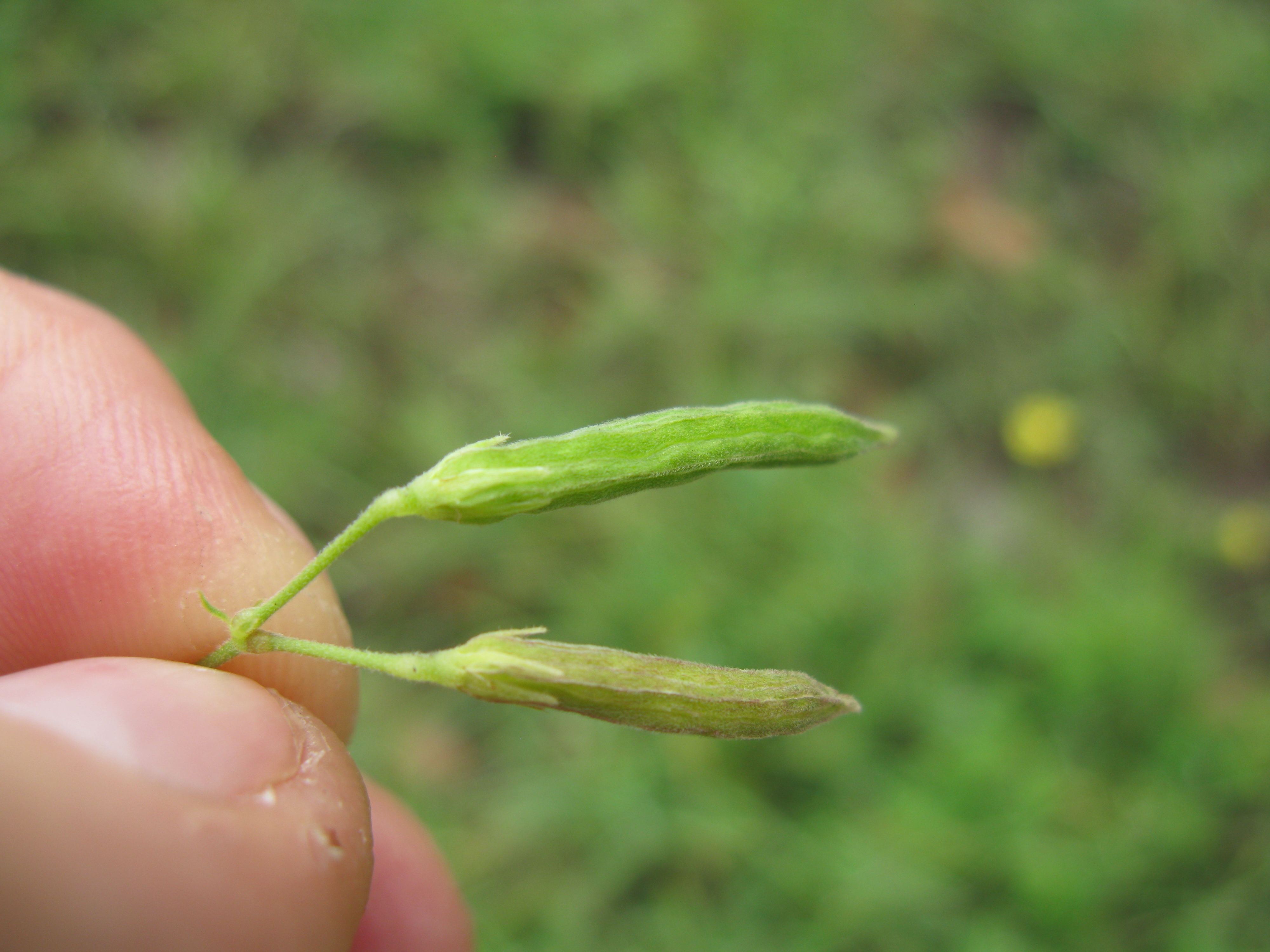
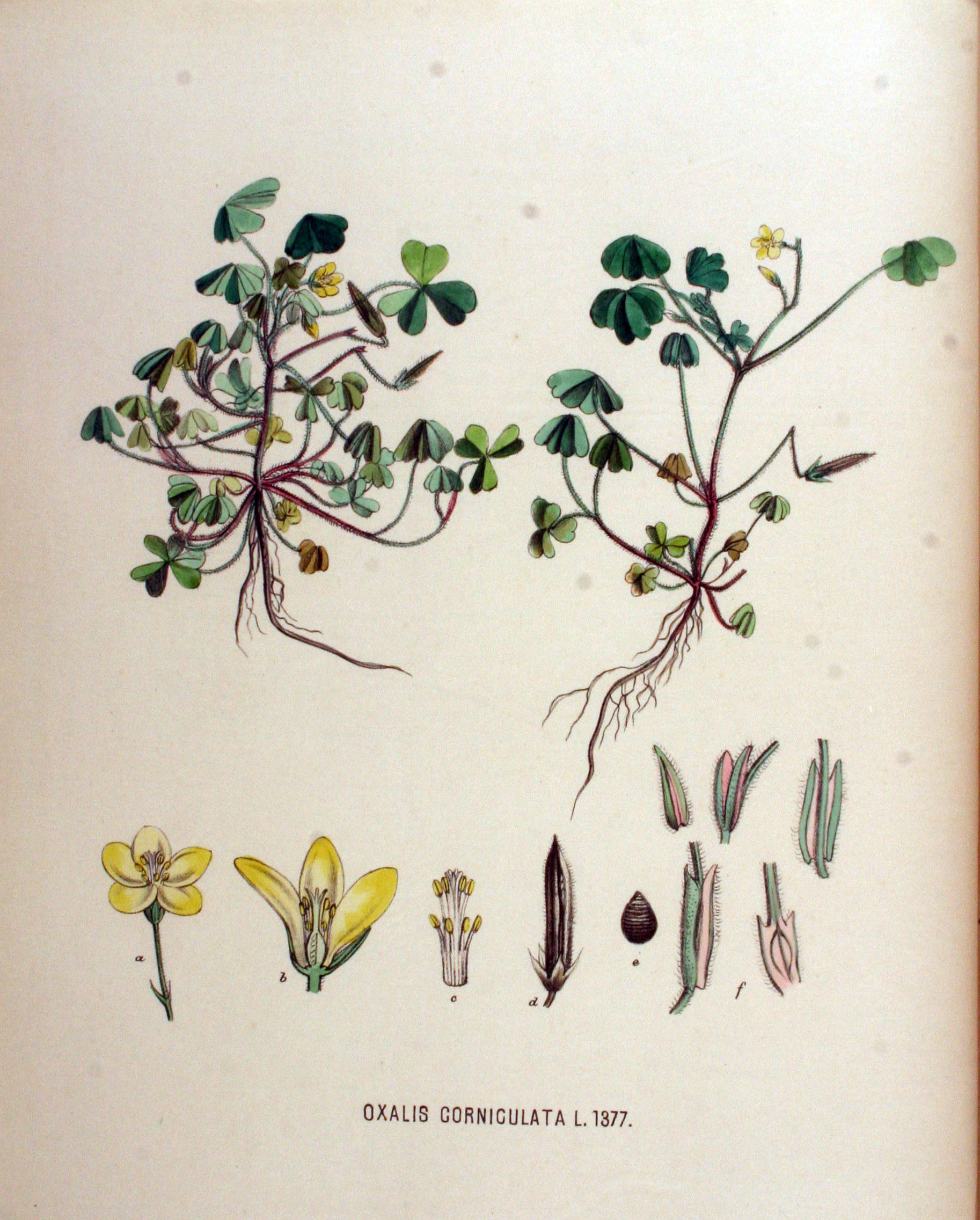